# Trachysphyrus venustus
Trachysphyrus venustus là một loài tò vò trong họ Ichneumonidae.